# Rappresentazione aggiunta
In matematica, la rappresentazione aggiunta (o azione aggiunta) di un gruppo di Lie è un modo di rappresentare gli elementi del gruppo come trasformazioni lineari dell'algebra di Lie del gruppo, considerata come uno spazio vettoriale. Ad esempio, dato il gruppo {\displaystyle GL(n,\mathbb {R} )}, il gruppo di Lie di matrici invertibili reali n per n, allora la rappresentazione aggiunta è l'omomorfismo di gruppo che manda una matrice n-per-n invertibile {\displaystyle g} a un endomorfismo dello spazio vettoriale di tutte le trasformazioni lineari di {\displaystyle \mathbb {R} ^{n}} definito da {\displaystyle x\mapsto gxg^{-1}} .
Per ogni gruppo di Lie, questa rappresentazione naturale si ottiene linearizzando (cioè prendendo il differenziale) l'azione del gruppo su se stesso per coniugazione. La rappresentazione aggiunta può essere definita per gruppi algebrici lineari su campi arbitrari.

## Definizione
Sia G un gruppo di Lie e sia
{\displaystyle \Psi :G\to \operatorname {Aut} (G)}
la mappa che manda {\displaystyle g\mapsto \Psi _{g}}, con {\displaystyle \mathrm {Aut} (G)}, il gruppo di automorfismi di {\displaystyle G} e {\displaystyle \Psi _{g}\colon G\to G} dato dall'automorfismo interno (coniugazione)
{\displaystyle \Psi _{g}(h)=ghg^{-1}~.}
Questo è un omomorfismo di gruppi di Lie.
Per ogni g in G, si definisca {\displaystyle \mathrm {Ad} _{g}} come la derivata di {\displaystyle \Psi _{g}} all'origine:
{\displaystyle \operatorname {Ad} _{g}=(d\Psi _{g})_{e}:T_{e}G\rightarrow T_{e}G}
dove d è il differenziale e {\displaystyle {\mathfrak {g}}=T_{e}G} è lo spazio tangente all'origine {\displaystyle e} (dove {\displaystyle e} è l'elemento identico del gruppo). Siccome {\displaystyle \Psi _{g}} è un automorfismo del gruppo di Lie, {\displaystyle g\mapsto \operatorname {Ad} _{g}} è un automorfismo dell'algebra di Lie; cioè, una trasformazione lineare invertibile di {\displaystyle {\mathfrak {g}}} a se stesso che conserva la parentesi di Lie. Inoltre, poiché {\displaystyle g\mapsto \Psi _{g}} è un omomorfismo di gruppo, {\displaystyle g\mapsto \operatorname {Ad} _{g}} anche questo è un omomorfismo di gruppo. Quindi, la mappa
{\displaystyle \mathrm {Ad} \colon G\to \mathrm {Aut} ({\mathfrak {g}}),\,g\mapsto \mathrm {Ad} _{g}}
è una rappresentazione di gruppo chiamata rappresentazione aggiunta di G.
Se G è un sottogruppo di Lie immerso del gruppo lineare generale {\displaystyle \mathrm {GL} _{n}(\mathbb {C} )} (chiamato gruppo di Lie immersamente lineare), quindi l'algebra di Lie {\displaystyle {\mathfrak {g}}} consiste di matrici e la mappa esponenziale è la matrice esponenziale {\displaystyle \operatorname {exp} (X)=e^{X}} per matrici X con norme di operatori piccole. Quindi, per g in G e X piccolo in {\displaystyle {\mathfrak {g}}}, prendendo la derivata di {\displaystyle \Psi _{g}(\operatorname {exp} (tX))=ge^{tX}g^{-1}} a t = 0, si ottiene:
{\displaystyle \operatorname {Ad} _{g}(X)=gXg^{-1}}
dove a destra abbiamo i prodotti delle matrici. Se {\displaystyle G\subset \mathrm {GL} _{n}(\mathbb {C} )} è un sottogruppo chiuso (ovvero, G è un gruppo di Lie di matrici), allora questa formula è valida per tutti i g in G e tutti gli X in {\displaystyle {\mathfrak {g}}} .
In breve, una rappresentazione aggiunta è una rappresentazione di isotropia associata all'azione di coniugazione di G attorno all'elemento identità di G .

### Derivata di Ad
Si può sempre passare da una rappresentazione di un gruppo di Lie G ad una rappresentazione della sua algebra di Lie prendendo la derivata all'identità.
Fare la derivata della mappa aggiunta
{\displaystyle \mathrm {Ad} :G\to \mathrm {Aut} ({\mathfrak {g}})}
all'elemento identico fornisce la rappresentazione aggiunta dell'algebra di Lie {\displaystyle {\mathfrak {g}}=\operatorname {Lie} (G)} di G :
{\displaystyle {\begin{aligned}\mathrm {ad} :&\,{\mathfrak {g}}\to \mathrm {Der} ({\mathfrak {g}})\\&\,x\mapsto \operatorname {ad} _{x}=d(\operatorname {Ad} )_{e}(x)\end{aligned}}}
dove {\displaystyle \mathrm {Der} ({\mathfrak {g}})=\operatorname {Lie} (\operatorname {Aut} ({\mathfrak {g}}))} è l'algebra di Lie di {\displaystyle \mathrm {Aut} ({\mathfrak {g}})} che può essere identificato con l'algebra differenziale di {\displaystyle {\mathfrak {g}}}. Si può dimostrare che
{\displaystyle \mathrm {ad} _{x}(y)=[x,y]\,}
per ogni {\displaystyle x,y\in {\mathfrak {g}}}, dove il membro destro è dato (indotto) dalla parentesi di Lie dei campi vettoriali. Infatti, ricordiamo che, vedendo {\displaystyle {\mathfrak {g}}} come l'algebra di Lie dei campi vettoriali invarianti a sinistra su G, la parentesi su {\displaystyle {\mathfrak {g}}} è dato da: per i campi vettoriali invarianti a sinistra X, Y ,
{\displaystyle [X,Y]=\lim _{t\to 0}{1 \over t}(d\varphi _{-t}(Y)-Y)}
dove {\displaystyle \varphi _{t}:G\to G} denota il flusso generato da X. Come risulta, {\displaystyle \varphi _{t}(g)=g\varphi _{t}(e)}, più o meno perché entrambi i lati soddisfano la stessa ODE che definisce il flusso. Questo è {\displaystyle \varphi _{t}=R_{\varphi _{t}(e)}} dove {\displaystyle R_{h}} denota la giusta moltiplicazione per {\displaystyle h\in G} . D'altra parte, poiché {\displaystyle \Psi _{g}=R_{g^{-1}}\circ L_{g}}, per regola della catena,
{\displaystyle \operatorname {Ad} _{g}(Y)=d(R_{g^{-1}}\circ L_{g})(Y)=dR_{g^{-1}}(dL_{g}(Y))=dR_{g^{-1}}(Y)}
poiché Y è invariante a sinistra. Quindi,
{\displaystyle [X,Y]=\lim _{t\to 0}{1 \over t}(\operatorname {Ad} _{\varphi _{t}(e)}(Y)-Y)} ,
Così, {\displaystyle \mathrm {ad} _{x}} coincide con quello definito al paragrafo "Rappresentazione aggiunta di un'algebra di Lie". {\displaystyle \mathrm {Ad} } e {\displaystyle \mathrm {ad} } sono correlati attraverso la mappa esponenziale: In particolare, {\displaystyle \operatorname {Ad} _{\exp(x)}=\exp(\operatorname {ad} _{x})} per tutti gli x nell'algebra di Lie. È una conseguenza del risultato generale relativo agli omomorfismi del gruppo di Lie e dell'algebra di Lie tramite la mappa esponenziale.
Se G è un gruppo di Lie immersamente lineare, allora il calcolo di cui sopra si semplifica: infatti, come notato in precedenza, {\displaystyle \operatorname {Ad} _{g}(Y)=gYg^{-1}} e quindi con {\displaystyle g=e^{tX}},
{\displaystyle \operatorname {Ad} _{e^{tX}}(Y)=e^{tX}Ye^{-tX}} .
Facendo la derivata di questo a {\displaystyle t=0}, noi abbiamo:
{\displaystyle \operatorname {ad} _{X}Y=XY-YX} .
Il caso generale si deduce anche dal caso lineare: infatti, poniamo {\displaystyle G'} essere un gruppo di Lie immersamente lineare avente la stessa algebra di Lie di quella di G . Allora la derivata di Ad all'elemento di identità per G e quella per G ' coincidono; quindi, senza perdita di generalità, G può essere assunto G '
La notazione maiuscola/minuscola è ampiamente utilizzata in letteratura. Così, per esempio, un vettore x nell'algebra {\displaystyle {\mathfrak {g}}} genera un campo vettoriale X nel gruppo G . Allo stesso modo, la mappa aggiunta {\displaystyle \operatorname {ad} _{x}y=[x,y]} di vettori in {\displaystyle {\mathfrak {g}}} è omomorfa alla derivata di Lie {\displaystyle L_{X}Y=[X,Y]}dei campi vettoriali sul gruppo G considerato come varietà.

## Rappresentazione aggiunta di un'algebra di Lie
Sia {\displaystyle {\mathfrak {g}}} un'algebra di Lie su un campo. Dato un elemento x dell'algebra {\displaystyle {\mathfrak {g}}}, si definisce l'azione aggiunta di x su {\displaystyle {\mathfrak {g}}} come la mappa
{\displaystyle \operatorname {ad} _{x}:{\mathfrak {g}}\to {\mathfrak {g}}\qquad {\text{con}}\qquad \operatorname {ad} _{x}(y)=[x,y]}
per tutti gli y in {\displaystyle {\mathfrak {g}}}. L'applicazione {\displaystyle \operatorname {ad} _{x}} indicata anche con {\displaystyle \operatorname {ad} (x)} si chiama endomorfismo aggiunto o azione aggiunta. Poiché una parentesi è bilineare, questo determina la mappa lineare
{\displaystyle \operatorname {ad} :{\mathfrak {g}}\to \operatorname {End} ({\mathfrak {g}})}
dato da {\displaystyle x\mapsto \mathrm {ad} _{x}}. All'interno di {\displaystyle \mathrm {End} ({\mathfrak {g}})}, la parentesi è, per definizione, data dal commutatore dei due operatori:
{\displaystyle [T,S]=T\circ S-S\circ T}
dove {\displaystyle \circ } denota la composizione di mappe lineari. Usando la precedente definizione della parentesi, l'identità di Jacobi
{\displaystyle [x,[y,z]]+[y,[z,x]]+[z,[x,y]]=0}
prende la forma
{\displaystyle \left([\operatorname {ad} _{x},\operatorname {ad} _{y}]\right)(z)=\left(\operatorname {ad} _{[x,y]}\right)(z)}
dove x, y e z sono elementi arbitrari di {\displaystyle {\mathfrak {g}}} .
Quest'ultima identità dice che ad è un omomorfismo tra algebre di Lie; cioè, una mappatura lineare che porta parentesi in parentesi. Quindi, {\displaystyle \mathrm {ad} } è una rappresentazione di un'algebra di Lie ed è chiamata rappresentazione aggiunta dell'algebra {\displaystyle {\mathfrak {g}}}.
Se {\displaystyle {\mathfrak {g}}} è di dimensione finita, allora {\displaystyle \mathrm {End} ({\mathfrak {g}})} è isomorfo a {\displaystyle {\mathfrak {gl}}({\mathfrak {g}})}, l'algebra di Lie del gruppo lineare generale dello spazio vettoriale {\displaystyle {\mathfrak {g}}} e se viene scelta una base per esso, la composizione corrisponde alla moltiplicazione matriciale.
Il kernel di ad è il centro di {\displaystyle {\mathfrak {g}}} (questo è solo riformulare la definizione). D'altra parte, per ogni elemento z in {\displaystyle {\mathfrak {g}}}, la mappatura lineare {\displaystyle \delta =\operatorname {ad} _{z}} obbedisce alla regola di Leibniz:
{\displaystyle \delta ([x,y])=[\delta (x),y]+[x,\delta (y)]}
per ogni x e y nell'algebra (una riformulazione dell'identità di Jacobi). Vale a dire, {\displaystyle \mathrm {ad} _{z}} è una derivazione e l'immagine di {\displaystyle {\mathfrak {g}}} sotto ad è una sottoalgebra di {\displaystyle \mathrm {Der} ({\mathfrak {g}})}, lo spazio di tutte le derivazioni di {\displaystyle {\mathfrak {g}}}.
Quando {\displaystyle {\mathfrak {g}}=\operatorname {Lie} (G)} è l'algebra di Lie di un gruppo di Lie G, {\displaystyle \mathrm {ad} } è il differenziale di {\displaystyle \mathrm {Ad} } all'elemento identità di G.
C'è la seguente formula simile alla formula di Leibniz: per scalari {\displaystyle \alpha ,\beta } ed elementi di algebra di Lie {\displaystyle x,y,z} ,
{\displaystyle (\operatorname {ad} _{x}-\alpha -\beta )^{n}[y,z]=\sum _{i=0}^{n}{\binom {n}{i}}[(\operatorname {ad} _{x}-\alpha )^{i}y,(\operatorname {ad} _{x}-\beta )^{n-i}z]} .

## Costanti di struttura
Gli elementi matriciali espliciti della rappresentazione aggiunta sono dati dalle costanti di struttura dell'algebra. Cioè, sia {\displaystyle \{e^{i}\}} un insieme di vettori di base per l'algebra, con
{\displaystyle [e^{i},e^{j}]=\sum _{k}{c^{ij}}_{k}e^{k}.}
Allora gli elementi di matrice per {\displaystyle \mathrm {ad} _{e}} sono dati da
{\displaystyle {\left[\operatorname {ad} _{e^{i}}\right]_{k}}^{j}={c^{ij}}_{k}~.}
Così, per esempio, la rappresentazione aggiunta di su(2) è la rappresentazione definente (o naturale) di so(3).

## Esempi
- Se G è abeliano di dimensione n, la rappresentazione aggiunta di G è la banale rappresentazione n -dimensionale.
- Se G è un gruppo di Lie di matrici (cioè un sottogruppo chiuso di GL(n , ℂ)), allora la sua algebra di Lie è un'algebra di n × n matrici con il commutatore per una parentesi di Lie (cioè una sottoalgebra di {\displaystyle {\mathfrak {gl}}_{n}(\mathbb {C} )}). In questo caso, la mappa aggiunta è data da Ad g ( x ) = gxg−1 .
- Se G è SL(2, R) (matrici reali 2×2 con determinante 1), l'algebra di Lie di G è costituita da matrici reali 2×2 con traccia 0. La rappresentazione è equivalente a quella data dall'azione di G per sostituzione lineare sullo spazio delle forme quadratiche binarie (cioè 2 variabili).

## Proprietà
La tabella seguente riassume le proprietà delle varie mappe citate nella definizione
| {\displaystyle \Psi \colon G\to \mathrm {Aut} (G)\,} | {\displaystyle \Psi _{g}\colon G\to G\,} |
| Omomorfismo del gruppo di Lie: - {\displaystyle \Psi _{gh}=\Psi _{g}\Psi _{h}}                                                                           | Automorfismo del gruppo di Lie: - {\displaystyle \Psi _{g}(ab)=\Psi _{g}(a)\Psi _{g}(b)} - {\displaystyle (\Psi _{g})^{-1}=\Psi _{g^{-1}}}                                                                                         |
| {\displaystyle \mathrm {Ad} \colon G\to \mathrm {Aut} ({\mathfrak {g}})}                                                                                 | {\displaystyle \mathrm {Ad} _{g}\colon {\mathfrak {g}}\to {\mathfrak {g}}} |
| Omomorfismo del gruppo di Lie: - {\displaystyle \mathrm {Ad} _{gh}=\mathrm {Ad} _{g}\mathrm {Ad} _{h}}                                                   | Automorfismo dell'algebra di Lie: - {\displaystyle \mathrm {Ad} _{g}} è lineare - {\displaystyle (\mathrm {Ad} _{g})^{-1}=\mathrm {Ad} _{g^{-1}}} - {\displaystyle \mathrm {Ad} _{g}[x,y]=[\mathrm {Ad} _{g}x,\mathrm {Ad} _{g}y]} |
| {\displaystyle \mathrm {ad} \colon {\mathfrak {g}}\to \mathrm {Der} ({\mathfrak {g}})}                                                                   | {\displaystyle \mathrm {ad} _{x}\colon {\mathfrak {g}}\to {\mathfrak {g}}} |
| Omomorfismo dell'algebra di Lie: - {\displaystyle \mathrm {ad} } è lineare - {\displaystyle \mathrm {ad} _{[x,y]}=[\mathrm {ad} _{x},\mathrm {ad} _{y}]} | Derivazione dell'algebra di Lie: - {\displaystyle \mathrm {ad} _{x}} è lineare - {\displaystyle \mathrm {ad} _{x}[y,z]=[\mathrm {ad} _{x}y,z]+[y,\mathrm {ad} _{x}z]}                                                              |

L'immagine di G sotto la rappresentazione aggiunta è indicata con Ad(G). Se G è connesso, il nucleo (kernel) della rappresentazione aggiunta coincide con il nucleo di Ψ che è proprio il centro di G. Pertanto, la rappresentazione aggiunta di un gruppo di Lie connesso G è fedele se e solo se G è senza centro. Più in generale, se G non è connesso, allora il kernel della mappa aggiunta è il centralizzatore della componente identità G0 di G . Per il primo teorema di isomorfismo si ha
{\displaystyle \mathrm {Ad} (G)\cong G/Z_{G}(G_{0}).}
Data un'algebra di Lie reale di dimensione finita {\displaystyle {\mathfrak {g}}}, per il terzo teorema di Lie, esiste un gruppo di Lie connesso {\displaystyle \operatorname {Int} ({\mathfrak {g}})} la cui algebra di Lie è l'immagine della rappresentazione aggiunta di {\displaystyle {\mathfrak {g}}} (cioè, {\displaystyle \operatorname {Lie} (\operatorname {Int} ({\mathfrak {g}}))=\operatorname {ad} ({\mathfrak {g}})}). Si chiama gruppo aggiunto di {\displaystyle {\mathfrak {g}}}.
Ora se {\displaystyle {\mathfrak {g}}} è l'algebra di Lie di un gruppo di Lie connesso G, allora {\displaystyle \operatorname {Int} ({\mathfrak {g}})} è l'immagine della rappresentazione aggiunta di G: {\displaystyle \operatorname {Int} ({\mathfrak {g}})=\operatorname {Ad} (G)} .

## Radici di un gruppo di Lie semisemplice
Se G è semisemplice , i pesi non nulli della rappresentazione aggiunta formano un sistema di radici.  (In generale, prima di procedere, occorre passare alla complessificazione dell'algebra di Lie.) Per vedere come funziona, si consideri il caso G = SL( n, R ). Possiamo prendere il gruppo di matrici diagonali diag( t 1 , ..., t n ) come il nostro toro massimo T. La coniugazione con un elemento di T manda
{\displaystyle {\begin{bmatrix}a_{11}&a_{12}&\cdots &a_{1n}\\a_{21}&a_{22}&\cdots &a_{2n}\\\vdots &\vdots &\ddots &\vdots \\a_{n1}&a_{n2}&\cdots &a_{nn}\\\end{bmatrix}}\mapsto {\begin{bmatrix}a_{11}&t_{1}t_{2}^{-1}a_{12}&\cdots &t_{1}t_{n}^{-1}a_{1n}\\t_{2}t_{1}^{-1}a_{21}&a_{22}&\cdots &t_{2}t_{n}^{-1}a_{2n}\\\vdots &\vdots &\ddots &\vdots \\t_{n}t_{1}^{-1}a_{n1}&t_{n}t_{2}^{-1}a_{n2}&\cdots &a_{nn}\\\end{bmatrix}}.}
Quindi, T agisce banalmente sulla parte diagonale dell'algebra di Lie di G e con autovettori t i t j − 1 sui vari elementi fuori diagonale. Le radici di G sono i pesi diag( t 1, ..., t n ) → t i t j − 1 . Questo spiega la descrizione standard del sistema radicale di G = SL n ( R ) come l'insieme dei vettori della forma e i − e j .

### Esempio SL(2, R)
Quando si calcola il sistema di radici per uno dei casi più semplici di gruppi di Lie, il gruppo SL(2, R ) di matrici bidimensionali con determinante 1 è costituito dall'insieme di matrici della forma:
{\displaystyle {\begin{bmatrix}a&b\\c&d\\\end{bmatrix}}}
con a, b, c, d reale e {\displaystyle ad-bc=1}ad-bc=1.
Un sottogruppo di Lie abeliano connesso massimale compatto, o toro massimale T, è dato dal sottoinsieme di tutte le matrici della forma
{\displaystyle {\begin{bmatrix}t_{1}&0\\0&t_{2}\\\end{bmatrix}}={\begin{bmatrix}t_{1}&0\\0&1/t_{1}\\\end{bmatrix}}={\begin{bmatrix}\exp(\theta )&0\\0&\exp(-\theta )\\\end{bmatrix}}}
insieme a {\displaystyle t_{1}t_{2}=1} . L'algebra di Lie del toro massimo è la sottoalgebra di Cartan costituita dalle matrici
{\displaystyle {\begin{bmatrix}\theta &0\\0&-\theta \\\end{bmatrix}}=\theta {\begin{bmatrix}1&0\\0&0\\\end{bmatrix}}-\theta {\begin{bmatrix}0&0\\0&1\\\end{bmatrix}}=\theta (e_{1}-e_{2}).}
Coniugando un elemento di SL(2, R ) con un elemento della sottoalgebra di Cartan si ottiene
{\displaystyle {\begin{bmatrix}t_{1}&0\\0&1/t_{1}\\\end{bmatrix}}{\begin{bmatrix}a&b\\c&d\\\end{bmatrix}}{\begin{bmatrix}1/t_{1}&0\\0&t_{1}\\\end{bmatrix}}={\begin{bmatrix}at_{1}&bt_{1}\\c/t_{1}&d/t_{1}\\\end{bmatrix}}{\begin{bmatrix}1/t_{1}&0\\0&t_{1}\\\end{bmatrix}}={\begin{bmatrix}a&bt_{1}^{2}\\ct_{1}^{-2}&d\\\end{bmatrix}}}
Le matrici
{\displaystyle {\begin{bmatrix}1&0\\0&0\\\end{bmatrix}}{\begin{bmatrix}0&0\\0&1\\\end{bmatrix}}{\begin{bmatrix}0&1\\0&0\\\end{bmatrix}}{\begin{bmatrix}0&0\\1&0\\\end{bmatrix}}}
sono quindi 'autovettori' dell'operazione di coniugazione con autovalori {\displaystyle 1,1,t_{1}^{2},t_{1}^{-2}}. La funzione Λ che dà {\displaystyle t_{1}^{2}} è un carattere moltiplicativo, o omomorfismo dal toro del gruppo al campo sottostante R. La funzione λ che dà θ è un peso dell'algebra di Lie con spazio dei pesi dato dallo span delle matrici.
È soddisfacente mostrare la molteplicità del carattere e la linearità del peso. Si può inoltre dimostrare che il differenziale di Λ può essere utilizzato per creare un peso. È anche educativo considerare il caso di SL(3, R ).